# Mesolimax escherichi
Mesolimax escherichi ist eine Nacktschneckenart aus der Familie der Ackerschnecken (Agriolimacidae), die zur Unterordnung der Landlungenschnecken (Stylommatophora) gehört.

## Merkmale
Mesolimax escherichi erreicht ausgestreckt eine Länge bis zu 59 mm. Der Körper ist relativ robust und gedrungen, und immer tiefschwarz. Lediglich eine schmale Zone direkt um den Mantelschild ist geringfügig heller. Der Mantelschild nimmt weniger als ein Drittel der Gesamtkörperlänge ein. Das Atemloch liegt zentral bis leicht hinter die Mitte verschoben. Die Fußsohle ist in Längsrichtung dreigeteilt. Das mittlere Feld zeigt v-förmig nach hinten gerichtete Querfurchen. Die Seitenfelder weisen drei Längsfurchen oder vier bis fünf Längsfurchen auf.
Im Genitalapparat ist der Penis röhrenförmig und misst etwa ⅓ der Körperlänge. Samenleiter (Vas deferens) und Penisretraktor setzen apikal am Penis an. Der Samenleiter und der basale Teil des Penis sind von einer dünnen Membran umgeben. Der Ommatophorenmuskel und der Penis kreuzen sich. Die Spermathek ist oval und vergleichsweise klein, der Stiel der Spermathek ist kürzer als die Spermathek. Der Eileiter (Ovidukt) ist röhrenförmig, das Atrium ist kurz.

### Ähnliche Arten
M. escherichi und Mittelschnegel (Mesolimax brauni) sind sich anatomisch sehr ähnlich. M. escherichi unterscheidet sich von M. brauni durch die Körperfarbe (konstant schwarz gegen Brauntöne bei M. brauni) und durch den etwas kürzeren Penis, der etwa ⅓ der Körperlänge erreicht (gegenüber dem längeren Penis bei M. escherichi, der halbe Körperlänge erreicht). Die Membran, die Samenleiter und Penis apikal umgibt, ist dadurch proportional etwas länger. Weiterhin weisen die Seitenfelder der dreigeteilten Fußsohle bei M. escherichi drei und mehr Längsfurchen auf (gegenüber zwei Längsfurchen bei M. brauni). Der Körper erscheint auch etwas robuster gegenüber dem etwas schlankeren Körper von M. brauni. Die beiden Arten kommen in der Südwesttürkei gelegentlich sympatrisch vor.

## Geographische Verbreitung und Lebensraum
Die Art ist auf ein kleines Gebiet in Südwestanatolien um Antalya, Isparta und die Sultan Dagh-Berge beschränkt. Sie ist dort sehr selten. Das Habitat ist nur ungenügend bekannt. Yildirim & Kebapçi (2004) fanden sie in der Nähe von Flussufern, zusammen mit Bierschnegel (Limacus flavus) und Mittelschnegel (Mesolimax brauni).

## Taxonomie
Das Taxon wurde von Heinrich Simroth 1899 erstmals beschrieben. Die Art ist nur sehr ungenügend bekannt.

## Belege